# Trévoux (Ain)
Trévoux è un comune francese di 6 921 abitanti situato nel dipartimento dell'Ain della regione dell'Alvernia-Rodano-Alpi.

## Storia
Un tempo Trévoux faceva parte del ducato di Dombes, a sua volta integrato in quello di Borgogna. Nel 1762 tornò alla corona finché non venne concesso nuovamente ad alcuni nobili della Corte.

## Società

### Evoluzione demografica
Abitanti censiti

## Amministrazione

### Gemellaggi
- Tradate